# Dark Wings of Steel
Albums de Rhapsody
From Chaos To Eternity
(2011) Into the Legend
(2016)
Dark Wings of Steel est le dixième album studio du groupe de power metal italien Rhapsody of Fire, paru le 22 novembre 2013 en Europe, le 3 décembre 2013 aux États-Unis et le 25 décembre 2013 au Japon. C'est le premier album du groupe auquel ne participe pas Luca Turilli, guitariste et membre fondateur de Rhapsody, mais le premier où figure le guitariste Roby De Micheli, et le seul avec le bassiste Oliver Holzwarth.
Turilli écrivait les paroles et co-composait les musiques avec le claviériste Alex Staropoli dans les précédents albums. Par conséquent, les paroles de cet album ont été écrites par le chanteur Fabio Lione, tandis que Staropoli compose désormais avec son frère Manuel. En raison du départ du guitariste Tom Hess, Dark Wings of Steel marque également le retour à un seul guitariste.
Alex Staropoli a déclaré : « Fabio, à présent, sera chargé de l'écriture des paroles, et je pense qu'il est vraiment important pour un chanteur d'être capable d'écrire et de chanter ses propres paroles ». Il a ajouté à propos de son frère : « Je savais que mon frère avait beaucoup de talent, et il me l'a prouvé en me proposant de nombreuses grandes chansons, dont certaines que je devais arranger et utiliser. Je suis si fier de lui, et il y en a encore bien plus à venir ».
La bande-annonce de l'album est parue le 11 octobre 2013. Le titre Silver Lake of Tears est disponible gratuitement sur YouTube depuis le 4 novembre 2013.

## Titres
| No  | Titre                     | Durée |
| --- | ------------------------- | ----- |
| 1.  | Vis Divina                | 1:29  |
| 2.  | Rising from Tragic Flames | 6:16  |
| 3.  | Angel of Light            | 7:05  |
| 4.  | Tears of Pain             | 6:27  |
| 5.  | Fly to Crystal Skies      | 5:13  |
| 6.  | My Sacrifice              | 8:05  |
| 7.  | Silver Lake of Tears      | 5:00  |
| 8.  | Custode di Pace           | 5:07  |
| 9.  | A Tale of Magic           | 4:18  |
| 10. | Dark Wings of Steel       | 5:51  |
| 11. | Sad Mystic Moon           | 4:37  |
| 12. | A Candle to Light (bonus) | 6:56  |